# پستانک

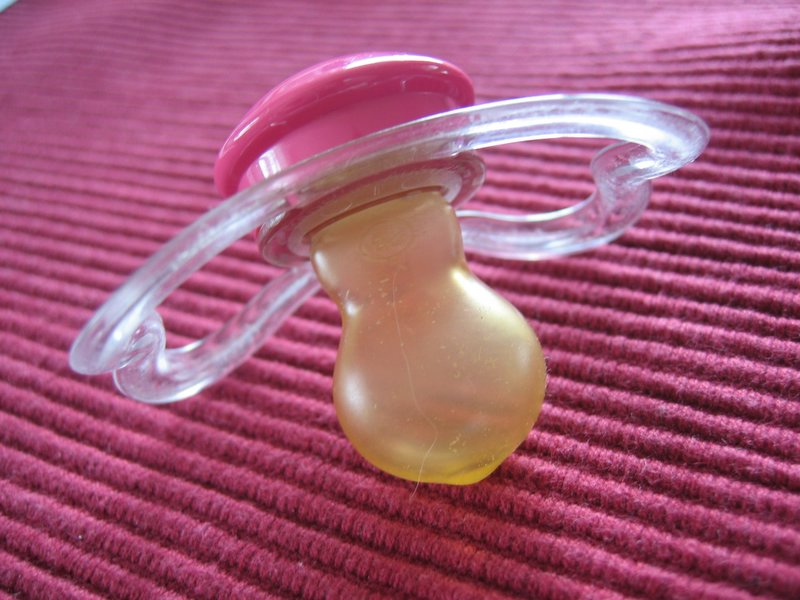
یک پستانک

پستانک، سرپستانِ لاستیکی، پلاستیکی، یا سیلیکونی است که برای مکیدن به نوزاد یا کودک خردسال داده می‌شود. در حالت استاندارد دارای یک سرپستان، سپر دهان، و دسته است. سپر دهان یا دسته به اندازهٔ کافی بزرگ ساخته می‌شود تا از خطر خفگی یا بلعیدن آن توسط کودک جلوگیری شود. در گویش عامیانه بدان پستونک گویند.

## تاریخچه
پستانک‌ها توسط کریستیان دبلیو مینک، داروساز ساکن منهتن اختراع شدند. در سال ۱۹۰۱، او درخواست ثبت اختراع برای اولین پستانک مدرن را داد و آن را «آسایش دهنده نوزاد» نامید. در مورد او اطلاعات کمی در دسترس است.

## کاربرد و تأثیر

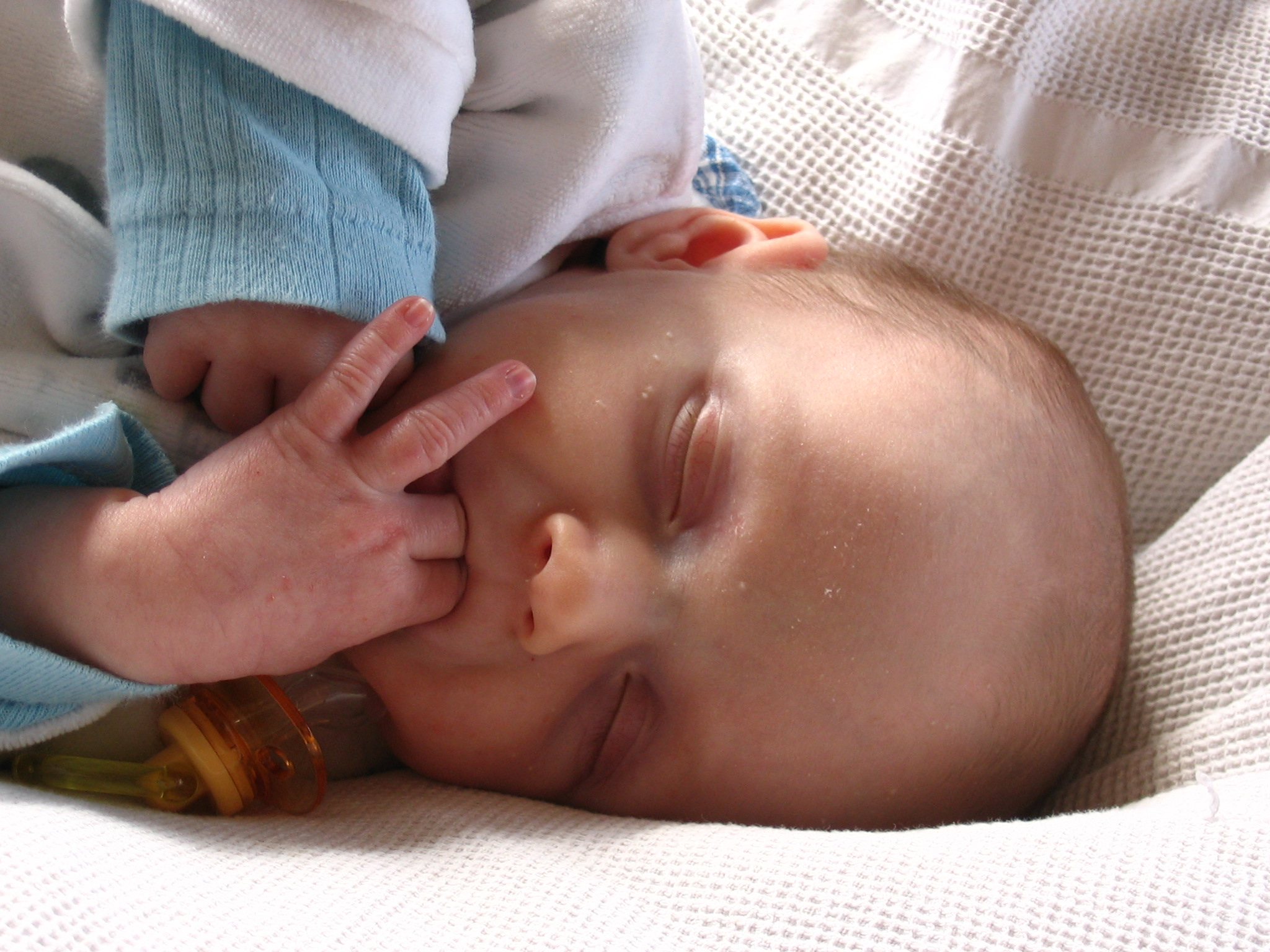
یک نوزاد ممکن است برای تسکین خود از پستانک یا شست یا انگشتانش برای مکیدن استفاده کند

جنینها حتی هنگامی که در رحم مادرشان هستند هم انگشت می‌مکند. مکیدن به کودکان احساس آرامش و امنیت می‌دهد. مکیدن به آن‌ها در ارتباط و شناخت جهان پیرامونشان کمک می‌کند. برخی کودکان با مکیدن احساس امنیت می‌کنند به ویژه هنگامی که مثلاً از پدر و مادر جدا می‌شوند یا هنگام قرارگیری در مکان‌های عمومی یا میان افراد ناآشنا، مکیدن انگشت یا پستانک به آرام شدنشان یاری می‌رساند. همین‌طور مکیدن انگشت یا پستانک به خوابیدن نوزاد یا کودک کمک می‌کند.
بیش‌تر کودکان در ۲ تا ۴ سالگی مکیدن پستانک یا انگشت را ترک می‌کنند و این مانع از آسیب دندان‌ها و فک‌ها می‌شود، اما در برخی کودکان این عادت تا مدتی طولانی تکرار می‌شود که می‌تواند موجب بی‌نظمی در قوس‌های دندانی شود و نیز دندان‌های جلو بیرون زده شوند. طولانی گشتن عادت مکیدن موجب فاصله گرفتن دندان‌های جلویی فک بالا و پایین از هم و تعمیق کام کودک خواهد شد. هرچند که این عادت اثر کم‌تری بر دندان‌های شیری دارد، اما اگر تا سن رویش دندان‌های همیشگی ادامه یابد، آسیب فراوانی به دندان‌ها وارد خواهد شد. برای آن دسته از کودکانی که این عادت را خودبه‌خود کنار نمی‌نهند کمک پدر و مادر یا دندانپزشک کودکان نیاز است. یک ویژگی پستانک این است که اگر این عادت در کودک طولانی شود، آن موقع است که می‌توانیم بگوییم گرفتن پستانک از کودک بسیار آسان‌تر از ترک دادن عادت مکیدن انگشت توسط اوست.

### استفاده
استفاده از پستانک برای نوزادی مناسب است که بیدرنگ پس از شیر نوشیدن باز هم بخواهد پستان بگیرد (در صورتی که مطمئن باشید سیر شده و پیش از آن حداقل برای ده دقیقه شیر نوشیده باشد) یا اینکه شیشهٔ دیگری را مصرف کند؛ چنین نوزادی ممکن است نیاز به مکیدن چیز دیگری چون پستانک داشته باشد. در صورت تشخیص آگاهانهٔ پدر و مادر دادن پستانک به نوزاد ایرادی ندارد اما نباید جایگزین شیر دادن یا نوازش نوزاد شود. همچنین پستانک می‌تواند برای نوزادانی که زودتر به دنیا می‌آیند به شکل غیرمنتظره‌ای سودمند باشد.
اما در صورتی که نوزاد با شیر مادر تغذیه می‌شود باید توجه داشت که تا هنگامی که نوزاد به خوبی یاد بگیرد که به پستان مادر بچسبد و آن را بمکد، باید از دادن پستانک به نوزاد خودداری کرد. چراکه پایهٔ پستانک از پستان مادر باریک‌تر است در صورتی که نوزاد پیش از عادت به مکیدن پستان مادر، پستانک بمکد شاید ذهنش مشوش بشود.

### صعنت پورن

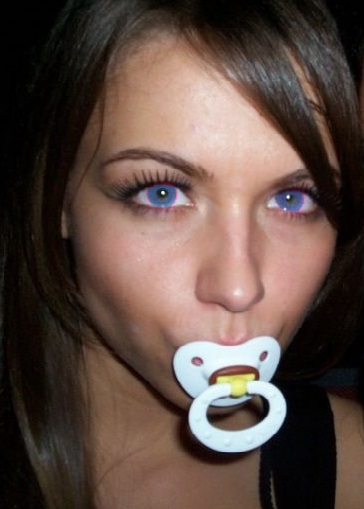
پستانک استفاده شده توسط زنی که به عنوان نوزاد رفتار می‌کند.

در صنعت پورنوگرافی پستانک نشانه ای از سن‌بازی در افراد کودک یا اتونپیوفیلیا است که جایگاه‌های سنی را جابجا می‌کند. پستانک از آن جایی که کالای مورد مصرف کودکان است، افراد برای سن‌بازی در نقش کودکان از پستانک استفاده می‌کنند.

## فواید و مضرات

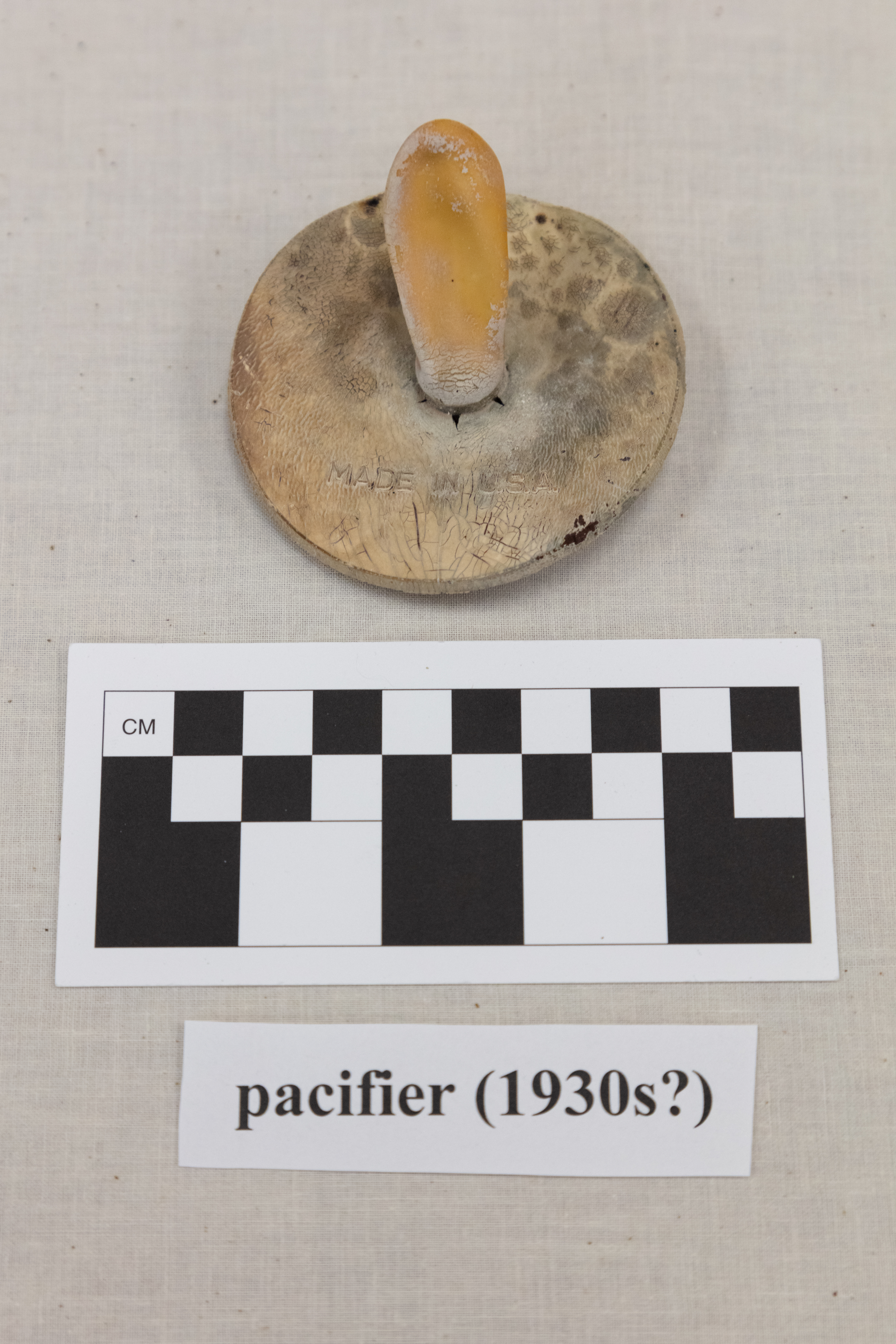
یک پستانک عتیقه ساخته شده در دهه ۱۹۳۰

سودهای استفاده از پستانک بدین شرح است:
- پستانک به آرام کردن کودکان بی‌قرار و ارضای میل مکیدن آن‌ها کمک می‌کند.[۵][۲]
- به تحمل راحت‌تر قولنج نوزادان (دل‌دردهای نوزادی) در کودک کمک می‌کند.[۲]
- پستانک به خوابیدن کودک کمک می‌کند.[۵]
- عادت پستانک مکی را آسان‌تر از انگشت مکی می‌توان ترک داد.[۲][۵]
- می‌تواند از سندروم مرگ ناگهانی نوزاد نوزادان جلوگیری کند به ویژه با مکیدن پستانک هنگام خواب.[۲]
- پستانک می‌تواند به ایجاد تعمدی حواس‌پرتی در کودک کمک کند به ویژه تا هنگام آماده شدن مادر برای شیر دادن یا هنگام تزریق واکسن و غیره.[۵]
- استفاده از پستانک موجب کاهش ایجاد آلرژی و قوی تر شدن سیستم ایمنی نوزاد می‌گردد.

زیان‌های پستانک بدین شرح است:
- کاربرد زودهنگام پستانک می‌توان موجب اختلال در شیردهی گردد. اگر کودک از آغاز به مکیدن پستانک عادت کند، در مکیدن پستان مادرش گیج خواهد شد. باید پس از یک ماهگی برای دادن پستانک اقدام کرد.[۲][۵]
- وابستگی کودک به پستانک؛ ممکن است کودک تا اندازه‌ای به پستانک وابستگی پیدا کند که مثلاً اگر در هنگام خواب از دهانش بیفتد با گریه از خواب برخیزد.[۵]
- افزایش خطر ابتلا به عفونت گوش میانی. هرچند که سرعت عفونت گوش میانی از هنگام زایش تا ۶ ماهگی بسی اندک است، اما این درست همان زمانیست که خطر بروز ناگهانی سندروم مرگ ناگهانی نوزاد بالاست.[۲][۵]
- شاید زمانی پستانک به کودک داده شود که او گرسنه باشد، و مکیدن پستانک مانع از رسیدن شیر کافی به کودک شود.[۲]
- استفادهٔ طولانی‌مدت از پستانک می‌تواند موجب مشکلات دندانی شود. اگر پس از چهار سالگی همچنان استفاده شود می‌تواند باعث جلوزدگی دندان‌ها شود و فک بالا و پایین را ناهمتراز کند.[۲]

## نکات بهداشتی و ایمنی
نکات زیر باید در انتخاب و نگهداری پستانک برای نوزاد رعایت شود:
- پستانک باید مرتب تمیز شود و برای کودکان زیر ۶ ماه، باید روزانه جوشانده شود.
- هرگز نباید پستانک را با زنجیر بر گردن کودک آویخت، چراکه می‌تواند موجب خفگی شود.
- پستانکی تهیه کنید که بر رویش سوراخ‌های تهویهٔ هوا جاسازی شده باشد.
- به هیچ وجه پستانک را با هیچ شیرین‌کننده‌ای (شکر، قند یا عسل) شیرین نکنید.
- پستانک ارتودنتیک برگزینید، چراکه به گونه‌ای طراحی شده تا برخورد کم‌تری با سامانهٔ دندانی داشته باشد.